# تشارلز بوكر (سياسي أمريكي)
تشارلز بوكر (ولد في 20 أكتوبر 1984م) سياسي أمريكي من كومنولث كنتاكي. عمل في مجلس النواب في كنتاكي، ممثلاً عن الدائرة 43 من عام 2019 إلى عام 2021. خلال فترة ولايته، كان أصغر مشرّع في ولاية كنتاكي.
كان بوكر مرشحاً في الانتخابات التمهيدية للحزب الديمقراطي لسباق مجلس الشيوخ الأمريكي عام 2020 في كنتاكي، لفت الانتباه ولكنه هزم في نهاية المطاف في سباق متقارب من الطيار المقاتل السابق في مشاة البحرية آمي ماكغراث.
شكل بوكر في أبريل 2021، لجنة استكشافية لسباق مجلس الشيوخ الأمريكي عام 2022 في كنتاكي ضد السناتور الأمريكي الحالي راند بول، وأعلن رسمياً عن مشاركته في السباق في 1 يوليو 2021. وقد فاز لاحقاً بهذا الترشيح.

## النشأة والتعليم
وُلد بوكر في لويفيل بولاية كنتاكي في 20 أكتوبر 1984م، لوالدين تركا المدرسة الثانوية لرعاية الإخوة. وتخرج من ثانوية لويفيل للبنين في لويفيل بولاية كنتاكي. حصل على بكالوريوس في العلوم السياسية، ودكتوراه في القانون من جامعة لويفيل.

## حياته المهنية
عمل بوكر في لجنة البحث التشريعي حتى عام 2014. سُرّح بعدما ظهر في فيديو لحملة أليسون لوندرغان غرايمز، المرشحة في انتخابات مجلس الشيوخ في الولايات المتحدة لعام 2014 في كنتاكي. ثم عمل بعد ذلك في إدارة الثروة السمكية والحياة البرية في كنتاكي وشركة West Louisville FoodPort. خاض في عام 2016، الانتخابات ضد جيرالد نيل في الانتخابات التمهيدية للحزب الديمقراطي عن الدائرة 33 من مجلس شيوخ كنتاكي. وجاء «بوكر» في المركز الثالث بنسبة 20% من الأصوات، بعد نيل الذي حصل على 48%، وجوان سترينجر التي حصلت على 32%.
سعى بوكر بعد تقاعد داريل أوينز من تمثيل المنطقة 43 في مجلس النواب في كنتاكي في عام 2018، ليكون خلفاً له، وفاز في سباق يضم سبعة مرشحين بترشيح الحزب الديمقراطي بنسبة 29.5% من الأصوات، وهزم الجمهوري إيفريت كورلي في الانتخابات العامة بنسبة 56%.
عمل بوكر في لجنة التنمية الاقتصادية والقوى العاملة والقضاء والموارد الطبيعية والطاقة كجزء من مجلس نواب كنتاكي.

### حملة مجلس الشيوخ الأمريكي 2020
دخل بوكر في 5 يناير 2020 رسمياً سباق مجلس الشيوخ الأمريكي لعام 2020، في ولاية كنتاكي.
تضمنت منصة بوكر الرعاية الصحية الشاملة، واتفاقية الصفقة الخضراء الجديدة لمعالجة تغير المناخ، وإصلاح نظام العدالة الجنائية والدخل الأساسي الشامل. قال بوكر خلال مقابلة له في قناة CNN في 6 يونية 2020 «إننا نبني حملة شعبية تضم أشخاصاً يعملون من كل جزء من دول الكومنولث وقد جمعنا أكثر من مليون دولار من الناس العاديين لأنهم يعرفون مدى أهمية هذه اللحظة».
دعم بوكر الحملة الرئاسية بيرني ساندرز 2020 بصفته ديمقراطيًا تقدمياً.
تلقى موافقات ما يقرب من نصف الديمقراطيين في مجلس النواب في كنتاكي والمشاهير والنقابات والمنظمات. وصادق عليه السناتور إليزابيث وارين وبيرني ساندرز في مجلس الشيوخ. ومن ممثلي الولايات المتحدة ألكساندريا أوكاسيو-كورتيز، وأيانا بريسلي؛ ومن توم شتاير وزير الإسكان والتنمية الحضرية الأسبق في الولايات المتحدة، وجوليان كاسترو؛ وسناتور ولاية كنتاكي جيرالد نيل؛ وأليسون لندرجان غرايمز وزيرة خارجية كنتاكي السابقة؛ والممثلة سوزان ساراندون. وحزب الأسر العاملة؛ وحركة الشروق. كما أيدت مجالس التحرير «بوكر» في Lexington Herald-Leader وThe Courier Journal، أكبر صحيفتين في كنتاكي.
جذبت الحملة الانتباه في الأسابيع الأخيرة، إذ أغلق بوكر بسرعة فجوة الاقتراع مع ماكغراث، ولأن الفائز سيتحدى الزعيم الجمهوري في مجلس الشيوخ، ميتش ماكونيل. جاء صعوده بعد مشاركته في الاحتجاجات على مقتل بريونا تايلور.
ومع ذلك خسر بوكر في النهاية أمام إيمي ماكغراث، إذ حصل على 42.7% من الأصوات مقارنة بـ45.4% من ماكغراث. أصدر بوكر بياناً عند التنازل، وهذا بعض ما جاء فيه: لا تدع أبداً أي شخص يخبرك بما هو مستحيل. لا تتخلى أبداً عن أحلامك من أجل مستقبل أكثر إشراقاً. بغض النظر عن المكان الذي تعيش فيه، أو لون بشرتك، أو مقدار المال الذي لديك، أو من تحب، أو الضمير الذي تستخدمه، سواءً كنت تمشي أو تستخدم كرسياً متحركاً، ما تعتقده أنت مهم. أنت تستحق حكومة تحاسب إنسانيتك. من هذه اللحظة وصاعداً، دعونا نتعامل مع الإحباط الذي نشعر به ونلتزم بالقتال من أجل التغيير كما لم يحدث من قبل. دعونا نكرس جهودنا لعمل الضرب ميتش، حتى نتمكن من إبعاده عن الطريق. نعم، أود أن أكون مرشحاً لك، لكن اعلم أنني ما زلت بجانبك. أشكركم على إعطائي هذه الفرصة. كنتاكي.. أنا أحبك.

### 2022 حملة مجلس الشيوخ الأمريكي
أعلن بوكر في 1 يوليو 2021، أنه سيرشح نفسه لمقعد كنتاكي الآخر في مجلس الشيوخ في الحزب الديمقراطي، متحديًا الفائز راند بول.
جمع في الربع الأول لجمع التبرعات له (الربع الثالث من عام 2021) 1.7 مليون دولار من 55000 ألف متبرع فردي. وذكر أن «98% من دولاراتنا تأتي من المانحين الصغار على مستوى القاعدة الشعبية»، وأكد بالتالي أن حملته ممولة من الناس العاديين.

## المواقف السياسية
«بوكر» تقدمي يدعم الرعاية الطبية للجميع وإصلاح العدالة الجنائية والدخل الأساسي الشامل والصفقة الخضراء الجديدة. ويدعم بنشاط بناء البنية التحتية التي تعتمد على مصادر متجددة نظيفة.

## الحياة الشخصية
لديه ثلاث بنات من زوجته تانيشا، وكان بوكر مصاباً بداء السكري من النوع 1 وقد قال أنه في صغره اضطر إلى تقنين الأنسولين بسبب عدم قدرته على تحمل التكلفة. وهو عضو في Kappa Alpha Psi، وهي أخوية أمريكية من أصل أفريقي.

## روابط خارجية
- تشارلز بوكر عن مجلس الشيوخ